# Einheitsfront
Der Begriff Einheitsfront gilt als eine 1921 entwickelte Losung und eine Strategie der Kommunistischen Internationale (Komintern).
Einheitsfront bezeichnet die Kooperation von Kommunistischen Parteien (KPen) mit vornehmlich sozialistischen oder sozialdemokratischen Kräften und anderen organisierten Kräften der Arbeiterschaft für die materiellen Interessen der Arbeiterklasse und besonders gegen die der Großunternehmerschicht und/oder den Einfluss und das Wirken faschistischer Gruppen.
Die Kommunistische Internationale (abgekürzt: Komintern oder auch KI) verfolgte die Strategie der Einheitsfront seit ihrem III. Weltkongress von 1921, um die seit dem 19. Jahrhundert und besonders seit 1914/1918 bestehende ideologische und organisatorische Aufspaltung der Arbeiterbewegung zu überwinden. Die mit der Umsetzung der Einheitsfrontlinie verbundene Losung war „Heran an die Massen!“
Als Konsequenz fanden 1922 in Berlin Verhandlungen der Komintern mit Vertretern anderer Linksparteien statt. Auf dem IV. Weltkongress wurde diese Linie 1922 offiziell bestätigt.

## Konzeption und Methodik der Einheitsfront
Grundlage der Einheitsfrontkonzeption ist die programmatische und organisatorische Eigenständigkeit der beteiligten Kräfte. Das Motto lautete „Getrennt marschieren – vereint schlagen!“. Durch den gemeinsamen Kampf für gemeinsame Ziele, für die unmittelbaren Interessen der Masse der lohnabhängig Beschäftigten (Arbeiterklasse), der Arbeiter, Arbeitslosen und städtischen und ländlichen Kleinbürger (arme Kleinbauern) sollte die Masse der Proletarier und „Halbproletarier“ von der praktischen Überlegenheit der revolutionären Methoden und Programmatik überzeugt werden.
Die Einheitsfrontkonzeption beruht dabei auf der Überzeugung, dass Revolutionäre nur im entschlossenen Kampf um die kleinsten Tagesforderungen der Massen (höhere Löhne, bessere Arbeitsbedingungen etc.), bei denen die Kommunisten sich als die Entschlossensten und Weitgehendsten zeigen würden, deren Vertrauen gewinnen könnten. 
Erklärtes Ziel der KPen war es, die sozialdemokratische und christliche Basis durch die praktischen Erfahrungen im gemeinsamen Kampf mit den Kommunisten von ihrer sogenannt staatstragenden, reformistischen, zaudernden und kompromisslerischen Führung zu lösen.
Für die Kommunisten, die außer in Russland (Sowjetunion) in den meisten Ländern eine Minderheit innerhalb der Arbeiterbewegung darstellten, war die Einheitsfrontpolitik vor allem eine Methode zur Gewinnung der Macht über die Arbeiterbewegung.

## Geschichte der Einheitsfront bis zum Aufkommen des Nationalsozialismus

### Theoretische Rezeption der Einheitsfrontlinie und ihre Anwendung in Deutschland
Nach dem als „Märzaktion“ bekannt gewordenen gescheiterten Versuch der KPD, im Jahr 1921 mittels eines isolierten und schlecht vorbereiteten Aufstands an die Macht zu gelangen, ging man in Deutschland zu einer langfristig angelegten Taktik über. Die im selben Jahr von der Komintern ausgearbeitete Einheitsfrontstrategie (die zur weltweiten Strategie wurde) basierte wesentlich auf der deutschen Erfahrung. Hinzu kam eine theoretische Verallgemeinerung der russischen Erfahrung von 1917. (Phase zwischen Februarrevolution und Oktoberrevolution, wo die Bolschewiki durch eine Einheitsfront gegen den Kornilow-Putsch zur stärksten Kraft in den Sowjets wurden.)
In Deutschland wurde von der „linken“ und „ultralinken“ Opposition innerhalb der KPD, die weiterhin eine „Offensivtheorie“ (unmittelbare Orientierung auf die revolutionäre Machteroberung und Bekämpfung der Sozialdemokratie) vertrat, diese neue Linie allerdings als „opportunistisch“ abgelehnt. Ebenso von der linkskommunistischen KAPD und den niederländischen Theoretikern des „Linkskommunismus“ bzw. „Rätekommunismus“ (Herman Gorter, Anton Pannekoek).
Die aus der Vereinigung von alter KPD und linker USPD hervorgegangene (V)KPD (die sich bald darauf wieder einfach KPD nannte) wandte die Einheitsfrontmethode seitdem an (mit Ausnahme der „linken“ Phase 1924/25 unter der Führung von Ruth Fischer und Arkadi Maslow, in der die KPD vorübergehend zur "Offensivtheorie" zurückkehrte).
Bekannte Beispiele für die Anwendung der Einheitsfrontmethode in Deutschland waren der Widerstand gegen den Kapp-Lüttwitz-Putsch 1920 (obwohl vor der offiziellen Formulierung der Einheitsfrontmethodik durch die Komintern) und die (letztlich doch gescheiterte) gemeinsame Kampagne von KPD und SPD zur Fürstenenteignung (1926).
Bis zur „ultralinken Wendung“ nach dem VI. Komintern-Weltkongress von 1928 war die Einheitsfrontlinie die vorherrschende strategische Doktrin der Kommunisten.

### Regierungsbildungen von SPD und KPD
Die Einheitsfrontregierung – als eine Koalitionsregierung von Kommunisten und linken Sozialdemokraten – wurde in der Theorie der Komintern als „höchste Form der Einheitsfront“ bezeichnet. Jedoch kann eine Einheitsfrontregierung ihre aus kommunistischer Sicht progressive und die revolutionäre Machtergreifung des Proletariats fördernde Rolle nur in einer Situation des Aufschwungs der Arbeiterbewegung spielen. Es bedürfe eines zugespitzten Klassenkampfes und einer allgemeinen Radikalisierung des Proletariats, bei der sich die Machtfrage unmittelbar stellt.
In Deutschland gab es eine solche Einheitsfrontregierung während der vorrevolutionären Situation im Herbst 1923 in Sachsen und Thüringen. Unter der Ägide der dortigen Arbeiterregierung (mit kommunistischen Ministern) bildeten sächsische und thüringische Arbeiter eine Art Miliz, „Proletarische Hundertschaften“, welche als bewaffnete Gegenmacht zur Reichswehr und zu den rechten Wehrverbänden („Stahlhelm“ und andere) fungierten.
Für die KPD war die Einheitsfrontregierung ein Schritt zur revolutionären Machteroberung, zur Errichtung einer „Arbeiter- und Bauernregierung“ nach sowjetischem Typ – Bestrebungen, die dann den energischen Widerstand der Reichsregierung herbeiriefen.
In jener Phase gelang es der KPD kurzzeitig, zur führenden Kraft in der deutschen Arbeiterbewegung zu werden. Selbst in ländlichen Gebieten, wie bei den Landtagswahlen in Mecklenburg-Strelitz im Sommer 1923, erlangte die KPD ebenso viele Stimmen wie die SPD. Eine betriebsinterne Abstimmung im Juli unter den Berliner Metallarbeitern ergab 54.000 Stimmen für die KPD gegen 22.000 für die SPD. Doch verlor die KPD diesen Einfluss schnell wieder, nachdem die geplante revolutionäre Machteroberung, der „Deutsche Oktober“, im Herbst 1923 scheiterte.

### Sozialfaschismusthese und Scheitern einer antifaschistischen Einheitsfront
In der politischen Praxis war das Verhältnis der KPen zu den Sozialdemokraten in den 1920er und frühen 1930er Jahren weniger durch Einheit als vielmehr durch Gegensätze gekennzeichnet.
Die tiefen Gegensätze zwischen den revolutionären Kommunisten und den staatstragenden Sozialdemokraten führten dazu, dass man sich als Feinde ansah.
Ereignisse wie der „Blutmai“ von 1929, wo ein sozialdemokratischer Polizeipräsident Karl Zörgiebel in Berlin auf eine (illegale) kommunistische Demonstration schießen ließ, verschärften die Spaltung. 
Die Sozialfaschismusthese die 1925 erstmals formuliert wurde und von den der Kommunistischen Internationale (Komintern) angeschlossenen kommunistischen Parteien zwischen 1928 und 1934 vertreten wurde, trug entscheidend dazu bei, die Spaltung und Lähmung der Arbeiterbewegung, die indirekt mit zum Sieg des Nationalsozialismus beitrug, zu zementieren. Die These wurde vom 10. Plenum des Exekutivkomitees der Kommunistischen Internationale (EKKI) im Juli 1929 formell bestätigt; die Sozialdemokratie war demnach eine bloße Variante des Faschismus und jegliche Einheitsfront der kommunistischen Parteien mit den sozialdemokratischen daher unzulässig.
Die Priorität der Kommunisten für den Kampf gegen die als „sozialfaschistisch“ geschmähte SPD führte 1931 dazu, dass der vom republikfeindlichen Stahlhelm initiierte Volksentscheid zur Auflösung des preußischen Landtages gegen die von Otto Braun geführte sozialdemokratische Regierung neben den Rechtsparteien und der NSDAP auch von der KPD unterstützt wurde.
Die Sozialdemokratie sah in Kommunisten und der extremen Rechten (Deutschnationale und Nationalsozialisten) gemeinsame Feinde der Demokratie und der Republik. Die Sozialdemokratische Führung lehnte daher die Zusammenarbeit ihrer Mitglieder mit den Kommunisten ab.
Oppositionelle Kommunisten wie vor allem Leo Trotzki und die mit ihm verbundene Linke Opposition der KPD, der Leninbund, die Versöhnler sowie die „Rechtsopposition“ (in Deutschland die KPO) und auch andere sozialistische Gruppen wie die SAPD und der ISK bekämpften diese Politik vergeblich. 
Zwar hielt sich die von Ernst Thälmann geführte, stalinistische KPD nicht mit Aufrufen an die SPD-Basis zurück, eine Einheitsfront zu bilden. Doch sollte dieses Rote Einheitsfront genannte Bündnis als Einheitsfront von unten (gegen die sozialdemokratische Führung) angelegt sein. Die KPD machte den politischen Bruch der sozialdemokratischen Basis praktisch zur Vorbedingung einer Aktionseinheit und führte damit das Prinzip der Einheitsfrontmethode ad absurdum. Die SPD wiederum schloss sich mit den Gewerkschaften zur scharf antikommunistisch und antinationalsozialistisch ausgerichteten „Eisernen Front“ zusammen.
Noch im Mai 1933 erklärte die KPD: „Die völlige Ausschaltung der Sozialfaschisten aus dem Staatsapparat, die brutale Unterdrückung auch der sozialdemokratischen Organisation und ihrer Presse ändern nichts an der Tatsache, dass sie nach wie vor die soziale Hauptstütze der Kapitalsdiktatur darstellen.“ Und noch Ende 1933 schrieb der KPD-Führer Fritz Heckert, der Kampf gegen die „faschistische Bourgeoisie“ müsse „nicht gemeinsam mit der Sozialdemokratischen Partei, sondern gegen sie“ geführt werden.
„Reih’ dich ein in die Arbeitereinheitsfront…“ forderten 1934 Bertolt Brecht (Text) und Hanns Eisler (Musik) im Einheitsfrontlied. Zu diesem Zeitpunkt, nach dem Aufstieg des Faschismus in Europa, galt die „Einheitsfrontpolitik“ der Komintern jedoch längst als gescheitert.
Doch gelang es 1934 in Frankreich, ein Aktionsbündnis von SFIO, PCF und CGT gegen die extreme Rechte zu schmieden. Ebenso formte die Kommunistische Partei des Saargebietes im Herbst 1934 eine „Antifaschistische Einheitsfront“ (auch „Freiheitsfront“ genannt) mit den Sozialdemokraten, um sich gemeinsam für den Status quo bei der Volksabstimmung einzusetzen. Dies kündigte einen Kurswechsel in der Komintern an.
Erst auf dem 1935 stattfindenden VII. Weltkongress der Komintern wurde die „Sozialfaschismustheorie“ verworfen und die Volksfront (Einheitsfront) gegen den Faschismus propagiert. Dort definiert Georgi Dimitrow den Faschismus als „die offene terroristische Diktatur der am meisten imperialistischen Kreise des Finanzkapitals“ – ein Modell, das ganz eigene Probleme mit sich bringen sollte, und die Sowjetunion nicht von der Unterzeichnung des Deutsch-sowjetischen Nichtangriffspaktes im Jahre 1939 abhielt.

## Unterschied zur Volksfront
So wurde seit 1935 (ab dem VII. Weltkongress) von der Komintern die Volksfrontpolitik propagiert. Diese vor allem von Georgi Dimitrow theoretisierte Linie sah – im Gegensatz zur proletarischen Einheitsfrontpolitik – ein Zusammengehen der Arbeiterparteien mit bürgerlichen Parteien vor auf der Grundlage eines bürgerlichen Programmes zur „Verteidigung der Demokratie“ gegen den Faschismus.
Volksfrontregierungen gab es Mitte der 1930er Jahre in Frankreich (unter Léon Blum) und in Spanien (Francisco Largo Caballero, Juan Negrín). (Siehe: Spanischer Bürgerkrieg.)
Seit dem VII. Weltkongress der Komintern wurde die „Volksfrontlinie“ zur grundlegenden Strategie der kommunistischen (stalinistischen) Parteien.
Die proletarische Revolution wurde im Sinne einer Etappentheorie zeitlich von einer bürgerlich-demokratischen Phase des Kampfes getrennt.
Die Bezeichnung „Deutsche Demokratische Republik“ (und nicht „Sozialistische Republik“) für den 1949 im Osten Deutschlands gegründeten Staat im Machtbereich der Sowjetunion ist eine Folge der „Etappenkonzeption“, die eine „antifaschistisch-demokratische Phase“ als der sozialistischen Umgestaltung notwendig vorausgehend annimmt und diese Etappen/Phasen strikt voneinander trennt. (Im Gegensatz zur Theorie der Permanenten Revolution.)
Obwohl beide Begriffe von den stalinistischen KPen im Folgenden oftmals synonym benutzt wurden, handelt es sich um unterschiedliche Konzeptionen der Bündnispolitik und unterschiedliche Zielsetzungen:
Während die Einheitsfrontkonzeption den gemeinsamen Kampf aller Arbeiterorganisationen – gemäß dem Grundsatz „Klasse gegen Klasse“ für die sozialen Ziele des Proletariats bedeutet, bleibt die Programmatik der Volksfront (die ihrer Natur nach ein Bündnis von Arbeiterparteien mit bürgerlichen Parteien ist) im Rahmen eines bürgerlich-demokratischen Programms.
Einige nichtstalinistische Kommunisten (vor allem Trotzkisten) lehnen die Volksfrontmethode ab und halten an der auf den III. und IV. Komintern-Weltkongress zurückgehenden Einheitsfrontmethode fest.

## Heutige Bedeutung der Einheitsfront
Die „klassische“ Einheitsfront ist aufs Engste mit einer spezifischen historischen Situation verbunden: nämlich mit einer Phase des Nebeneinanderexistierens von ideologisch verschiedenen linken/sozialistischen Massenorganisationen und Parteien mit Orientierung auf die Arbeiterklasse und einer entsprechenden Basis.
Mit der Marginalisierung der Kommunistischen Parteien in einigen Ländern und ihrer Entstalinisierung in anderen (bis hin zum faktischen Zusammenbruch dieser Parteien) nach dem Fall der Berliner Mauer und dem Kollaps des „real existierenden Sozialismus“ 1989–1991 und der Verbürgerlichung der sozialdemokratischen Parteien kann man nicht mehr von einer „klassischen“ Einheitsfront sprechen.
Jedoch stellt sich die Frage von Zielsetzung und Charakter politischer Bündnissen und der Strategie zur Gewinnung von Massenverankerung – also die Anwendung der Einheitsfrontmethode – bei revolutionär-sozialistischen Gruppen auch in der heutigen politischen Praxis.

## China
Die zeitweise Zusammenarbeit der chinesischen KP mit der nationalistischen Kuomintang-Partei gegen die japanische Besatzung wird in der offiziellen chinesischen Geschichtsschreibung als Phase der „Einheitsfront“ bezeichnet. 
- die erste Allianz der KP Chinas und der Kuomintang, siehe Erste Einheitsfront
- die zweite Allianz der KP Chinas und der Kuomintang, siehe Zweite Einheitsfront

Die Einheitsfront-Politik ist für die KP weiterhin wichtig und gültig. In China ist mittlerweile ein Studiengang Einheitsfrontpolitik eingerichtet; an der Shandong-Universität schlossen ihn Studenten erstmals 2018 ab.